# Wilton Ivie
Wilton Ivie, (abreviado Ivie), (1907-1969) fue un entomólogo, aracnólogo estadounidense. Falleció después de un accidente de coche el 8 de agosto de 1969.
Era un experto en arañas del Neártico y trabajó durante mucho tiempo con Ralph Vary Chamberlin. Trabajó en el Museo Americano de Historia Natural en los últimos 9 años de su vida.
Miembro del Movimiento tecnocrático desde 1937, siendo autor de Comments on the News que aparecieron mensualmente en Technocratic Trendevents, donde escribió numerosos artículos bajo el seudónimo de la Techno Critic, además de numerosos artículos bajo su propio nombre.

## Taxones nombrados en su honor
- Iviella Lehtinen, 1967

## Taxones descritos
- Aculepeira Chamberlin & Ivie, 1942
- Anacornia Chamberlin & Ivie, 1933
- Anopsicus Chamberlin & Ivie, 1938
- Araniella Chamberlin & Ivie, 1942
- Arcuphantes Chamberlin & Ivie, 1943
- Bathyphantes alameda Ivie, 1969
- Bathyphantes bishopi Ivie, 1969
- Bathyphantes chico Ivie, 1969
- Bathyphantes gulkana Ivie, 1969
- Bathyphantes malkini Ivie, 1969
- Bathyphantes orica Ivie, 1969
- Bathyphantes umiatus Ivie, 1969
- Bathyphantes waneta Ivie, 1969
- Bathyphantes yukon Ivie, 1969
- Disembolus corneliae Ivie, 1969
- Disembolus stridulans Chamberlin & Ivie, 1933
- Disembolus Chamberlin & Ivie, 1933
- Dismodicus modicus Chamberlin & Ivie, 1947
- Erigone allani Chamberlin & Ivie, 1947
- Eulaira Chamberlin & Ivie, 1933
- Filistatinella Gertsch & Ivie, 1936
- Islandiana cavealis Ivie, 1965
- Islandiana coconino Ivie, 1965
- Islandiana flavoides Ivie, 1965
- Islandiana holmi Ivie, 1965
- Islandiana lasalana (Chamberlin & Ivie, 1935)
- Islandiana mimbres Ivie, 1965
- Islandiana muma Ivie, 1965
- Islandiana speophila Ivie, 1965
- Islandiana unicornis Ivie, 1965
- Kukulcania arizonica (Chamberlin & Ivie, 1935)
- Latrodectus hesperus Chamberlin & Ivie, 1935
- Linyphantes Chamberlin & Ivie, 1942
- Masonetta Chamberlin & Ivie, 1939
- Masonetta floridana (Ivie & Barrows, 1935)
- Metellina Chamberlin & Ivie, 1941
- Oaphantes Chamberlin & Ivie, 1943
- Pimoa Chamberlin & Ivie, 1943
- Pimoa breviata Chamberlin & Ivie, 1943
- Pimoa curvata Chamberlin & Ivie, 1943
- Pimoa haden Chamberlin & Ivie, 1943
- Pimoa hespera (Gertsch & Ivie, 1936)
- Pimoa jellisoni (Gertsch & Ivie, 1936)
- Platoecobius Chamberlin & Ivie, 1935
- Poeciloneta bellona Chamberlin & Ivie, 1943
- Robertus arcticus (Chamberlin & Ivie, 1947)
- Scotinotylus bodenburgi (Chamberlin & Ivie, 1947)
- Tachygyna Chamberlin & Ivie, 1939
- Tibioplus Chamberlin & Ivie, 1947
- Tidarren Chamberlin & Ivie, 1934
- Tunagyna Chamberlin & Ivie, 1933
- Walckenaeria dixiana (Chamberlin & Ivie, 1944)
- Wanops Chamberlin & Ivie, 1938
- Wanops coecus Chamberlin & Ivie, 1938

## Abreviatura (zoología)
La abreviatura Ivie  se emplea para indicar a Wilton Ivie como autoridad en la descripción y taxonomía en zoología.